# Anno 1503
Anno 1503: Nowy Świat – komputerowa gra ekonomiczno-strategiczna firmy SunFlowers oraz Max Design wydana w 2002 roku. Jest drugą częścią z serii.
Głównym celem w Anno 1503 jest rozbudowa miasta i dbanie o jego gospodarkę. Walka odgrywa tu mniejszą rolę, ale jest dużo jednostek bojowych. W miarę awansu naszych osadników na wyższe poziomy, stają się oni bardziej wymagający. Podczas gry można odkrywać wiele cywilizacji np.: Indian, Eskimosów i Wenecjan. Głównym wrogiem są piraci, lecz można też im zlecić (zapłacić) by napadli na przeciwnika oraz można z nimi handlować. W grze dostępnych jest ponad 350 wiernie odwzorowanych budynków z epoki średniowiecza.
Gra oferuje tryb kampanii oraz tryb gry swobodnej.